# Histoire naturelle (Leclerc)

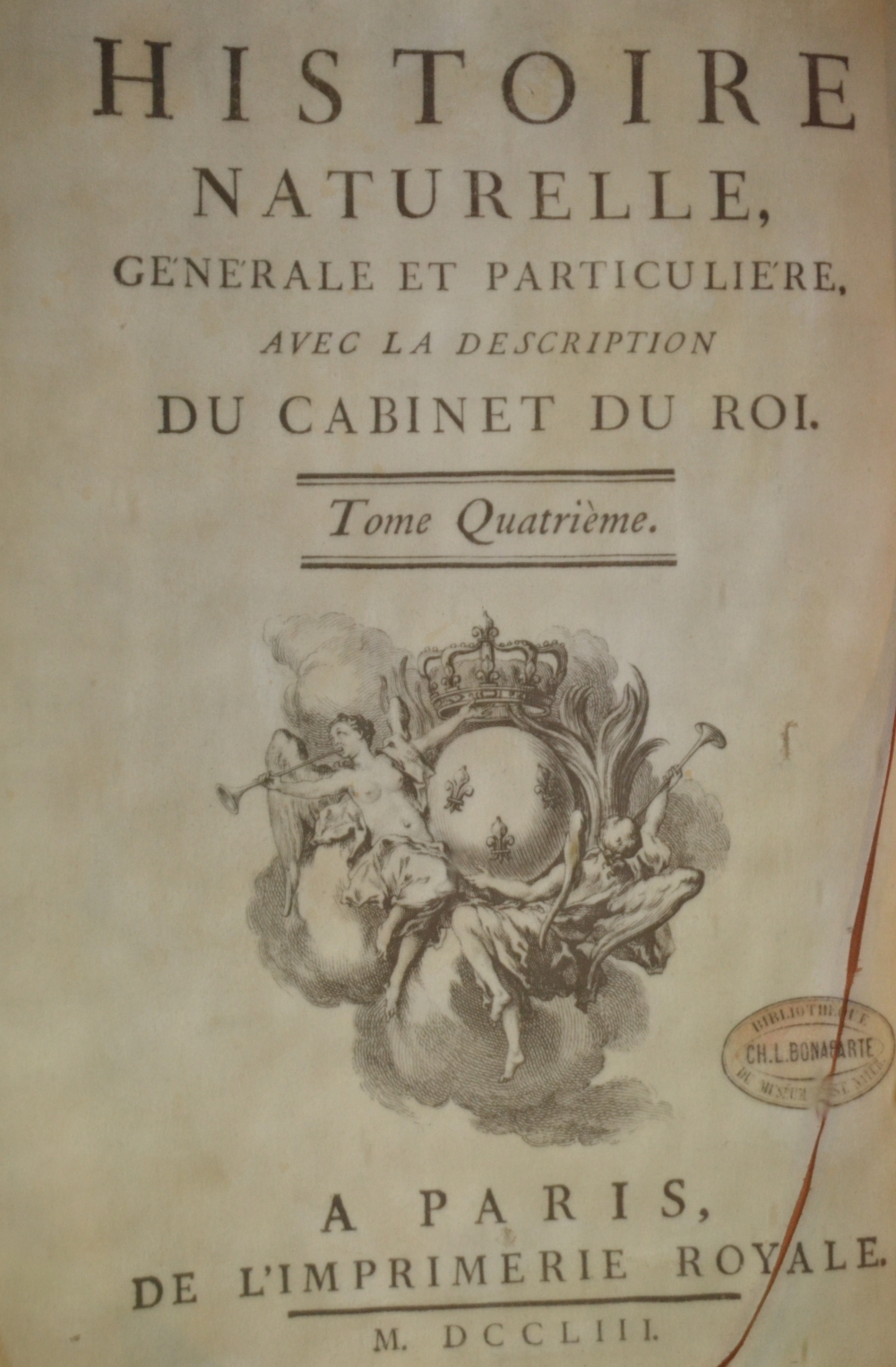
Histoire naturelle exposada en la gran galeria de l'evolució del Museu Nacional d'Història Natural de París

Histoire Naturelle, générale et particulière, avec la description du Cabinet du Roi és una publicació de 36 volums, escrita per Georges-Louis Leclerc, comte de Buffon. La va publicar parcialment entre el 1749 i el 1788 en vida; i fou acabada a títol pòstum amb l'aparició del darrer volum, al 1804; aquesta enciclopèdia és una de les empreses científiques més importants del Segle de les Llums.
Inclou tot el saber de l'època concernent a les "ciències naturals", amb aquest terme es reagrupen també disciplines científiques sobre els materials, física, química o tecnologia. L'atenció que Georges-Louis Leclerc presta a l'anatomia interna el situa entre els precursors de l'anatomia comparada: "L’intérieur, dans les êtres vivants, est le fond du dessin de la nature" (l'interior, en els éssers vius, és la base del disseny de la natura), escriu en Quadrupèdes.
La Histoire naturelle tingué un gran èxit, de l'ordre de L'Encyclopédie de Denis Diderot, apareguda en la mateixa època. Els tres primers volums d'Histoire naturelle van ser reeditats tres vegades successives en sis setmanes.

## L'enciclopèdia
Georges-Louis Leclerc va escriure durant prop de 50 anys Histoire naturelle, primer a Torre Saint-Louis i després a la seua biblioteca de Petit Fontenet, totes dues a Montbard. La formen 36 volums apareguts del 1749 al 1789, més vuit més després de la seua mort, gràcies a Bernard Germain de Lacépède.
Donà molta importància a les il·lustracions: les va realitzar Jacques de Sève pel que fa als quadrúpedes i François-Nicolas Martinet per als ocells: en té 2.000 dibuixos sobre animals, amb una gran cura estètica i anatòmica, en entorns onírics i mitològics.

S'hi revelen semblances morfològiques entre l'ésser humà i el mico, en contraposició al que es manifestava que aquests darrers mancaven de pensament i diferien abismalment dels humans:
| « | «chargez donc encore le tableau si vous voulez comparer le singe à l’homme, ajoutez-y les rapports d’organisation, les convenances de tempérament, l’appétit véhément des singes mâles pour les femmes, la même conformation dans les parties génitales des deux sexes ; l’écoulement périodique dans les femelles, et les mélanges forcés ou volontaires des Négresses aux singes, dont le produit est rentré dans l’une ou l’autre espèce». | Revisant la taula si es vol comparar el simi amb l'humà, afegiu-hi les relacions organitzatives, las conveniències de temperament, el vehement apetit dels simis mascles per les femelles, la mateixa conformació dels genitals de tots dos sexes; el flux periòdic en les femelles i els entrellaçaments forçosos o voluntaris de negres amb micos, el producte del qual restà integrat en una o altra espècie. | » |

L'enciclopèdia es divideix en 36 volums inicials impresos en la Impremta Nacional de França:
- tres volums del 1749: De la manière d’étudier l’histoire naturelle, Théorie de la Terre, Histoire générale des animaux i Histoire naturelle de l’homme;
- dotze volums sobre quadrúpedes (1753-1767);
- nou volums sobre ocells (1770-1783);
- cinc volums sobre minerals (1783-1788), en què es troba Traité de l’aimant, el darrer llibre publicat en vida de Buffon;
- set volums de “suplements” (1774-1789), amb Époques de la nature (a partir del 1778).

Posteriorment, Lacépède va continuar-ne l'obra en 8 volums més que descriuen quadrúpedes ovípars, serps, peixos i cetacis, entre el 1788 i el 1804.

## Edicions

### Edició original de Buffon continuada per Lacépède
L'edició original d'Histoire naturelle de Buffon consta de 36 volums en quatre sèries: Histoire de la Terre et de l'Homme, Quadrupèdes, Oiseaux, Minéraux i Suppléments. Va fer editar 35 volums en vida i, poc abans de morir, va aparéixer-ne el cinquè, Histoire des minéraux, el 1788. A l'any següent aparegué Servant de suite à l'Histoire des Animaux quadrupèdes, el seté i darrer volum de Suppléments, publicat pòstum per Bernard Germain de Lacépède, que va continuar la labor sobre els animals i va enriquir l'obra amb les seues aportacions.
Uns mesos abans de la mort de Buffon, al 1788, Lacépède publicà també, com a continuació de l'obra de Buffon, el seu primer volum Histoire des Reptiles, dedicat als quadrúpedes ovípars. L'any següent, escrigué un segon volum que tracta sobre serps i el publicà durant la Revolució francesa. En la capçalera del 2n volum sobre rèptils, Lacépède ret homenatge a Buffon.

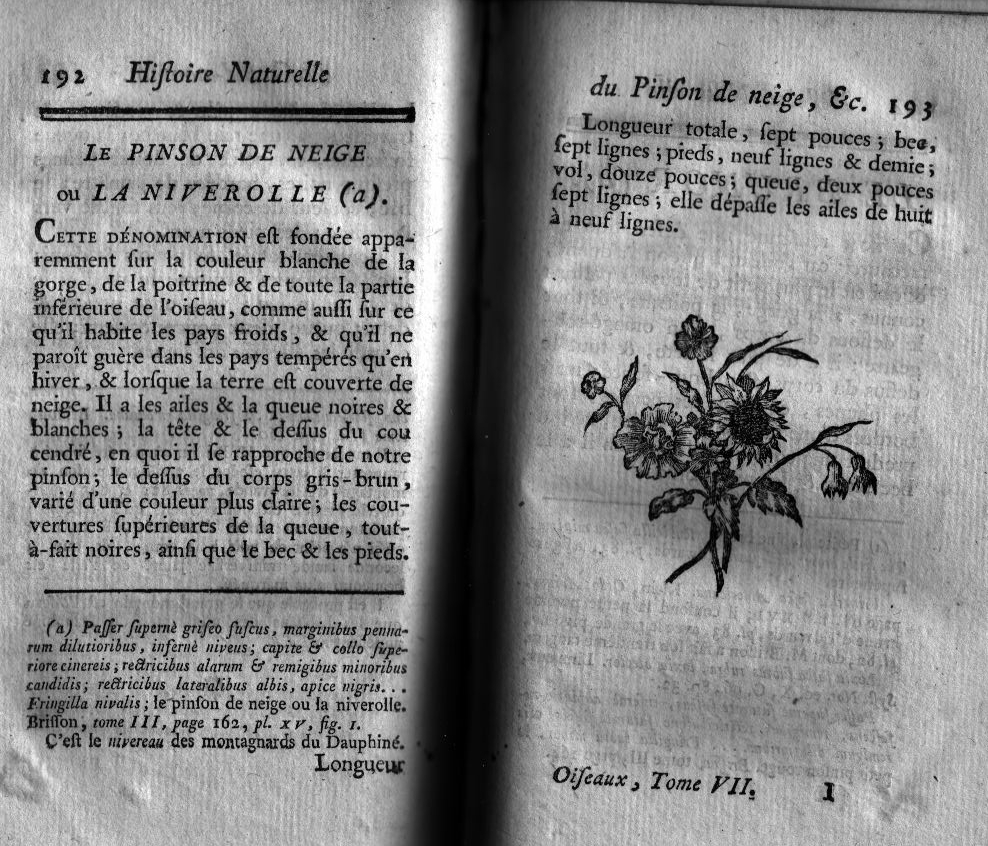
Descripció del gènere Montifringilla (1779).

Histoire naturelle, générale et particulière, avec la description du cabinet du Roi conté aquests volums (1749-1767):
- Tom I: Primer Discurs - De la manière d’étudier et de traiter l’histoire naturelle, Second Discours - Histoire et théorie de la Terre, Preuves de la théorie de la Terre, 1749[4]
- Tom II: Histoire générale des Animaux, Histoire naturelle de l'Homme, 1749[5]
- Tom III: Description du cabinet du Roi, Histoire naturelle de l'Homme, 1749[6]
- Tom IV (Quadrúpedes I): Discours sur la nature des Animaux, Els Animaux domestiques, 1753[7]
- Tom V (Quadrúpedes II): 1755[8]
- Tom VI (Quadrúpedes III): Els Animaux sauvages, 1756[9]
- Tom VII (Quadrúpedes IV): Els Animaux carnassiers, 1758[10]
- Tom VIII (Quadrúpedes V): 1760
- Tom IX (Quadrúpedes VI): 1761
- Tom X (Quadrúpedes VII): 1763
- Tom XI (Quadrúpedes VIII): 1764
- Tom XII (Quadrúpedes IX): 1764
- Tom XIII (Quadrúpedes X): 1765
- Tom XIV (Quadrúpedes XI): Nomenclature des Singes, De la dégénération des Animaux, 1766
- Tom XV (Quadrúpedes XII): 1767

Histoire Naturelle des Oiseaux (1770-1783):
- Tom XVI (Ocells I) : 1770
- Tom XVII (Ocells II) : 1771
- Tom XVIII (Ocells III) : 1774
- Tom XIX (Ocells IV) : 1778
- Tom XX (Ocells V) : 1778
- Tom XXI (Ocells VI) : 1779
- Tom XXII (Ocells VII) : 1780
- Tom XXIII (Ocells VIII) : 1781
- Tom XXIV (Ocells IX) : 1783, Histoire Naturelle des Minéraux  (1783-1788)
- Tom XXV (Minerals I) : 1783
- Tom XXVI (Minerals II) : 1783
- Tom XXVII (Minerals III) : 1785
- Tom XXVIII (Minerals IV) : 1786
- Tom XXIX (Minerals V) : Traité de l'Aimant et de ses usages, 1788

Suplements d'Histoire Naturelle, générale et particulière (1774-1789)
- Tom XXX (Suplements I): Continuació de la Teoria de la Terra i introducció a la Història dels Minerals, 1774
- Tom XXXI (Suplements II): Continuació de la Teoria de la Terra i preliminar a la Història dels Vegetals - Parts Experimental i Hipotètica, 1775
- Tom XXXII (Suplements III): Continuació de la Història dels Animals quadrúpedes, 1776
- Tom XXXIII (Suplements IV): Continuació de la Història Natural Humana, 1777
- Tom XXXIV (Suplements V): Sobre les Èpoques de la natura, 1779
- Tom XXXV (Suplements VI): Continuació de la Història dels Animals quadrúpedes, 1782
- Tom XXXVI (Suplements VII): Continuació de la Història dels Animals quadrúpedes, 1789,

Història Natural dels Quadrúpedes ovípars i les Serpents (1788-1789):
- Tom XXXVII (Rèptils I): Història general i particular dels Quadrúpedes ovípars, 1788
- Tom XXXVIII (Rèptils II): Història de les Serps, 1789.

Història Naturals dels Peixos (1798-1803)
- Tom XXXIX (Peixos I): 1798
- Tom XXXX (Peixos II): 1800
- Tom XXXXI (Peixos III): 1802
- Tom XXXXII (Peixos IV): 1802
- Tom XXXXIII (Peixos V): 1803,

Història Natural dels Cetacis (1804):
- Tom XXXXIV (Cetacis): 1804

### Variacions de les edicions
Se'n va imprimir una altra edició en format quart en 36 volums (1774-1804), formada per 28 volums de Buffon i 8 de Lacépède. Els suplements se'n redissenyaren en el cos del llibre i s'inseriren en els seus respectius articles.
La Impremta Nacional també publicà dues edicions d'Histoire naturelle (1752-1805), amb 90 o 71 volums, en funció de si compilaven o no les parts corresponents a anatomia. L'obra original de Buffon incloïa 73 volums (amb la part anatòmica) o 54 volums (sense la part anatòmica). La posterior, de Lacépède, n'estava formada per 17 volums.
S'imprimí també una edició de luxe de L’Histoire Naturelle des Oiseaux (1771-1786) amb deu volums, i s'hi utilitzaren 1.008 planxes gravades en la Impremta Nacional i aquarel·les a mà alçada.

## Principals col·laboradors de Buffon
- Jacques-François Artur (1708-1779)
- Gabriel Léopold Charles Amé Bexon (1748-1785)
- Louis Jean Marie Daubenton (1716-1799)
- Edme-Louis Daubenton (1732-1786)
- Jacques de Sève (floruit 1742-1788)
- Barthélemy Faujas de Saint-Fond (1741-1819)
- Philippe Guéneau de Montbeillard (1720-1785)
- Louis-Bernard Guyton de Morveau (1737-1816)
- Bernard de Lacépède (1756-1825)
- François-Nicolas Martinet (1731-1800)
- Jean-Claude Mertrud (1728–1802)
- Charles Nicolas Sigisbert Sonnini de Manoncourt (1751-1812)
- André Thouin (1747-1823)

## Galeria

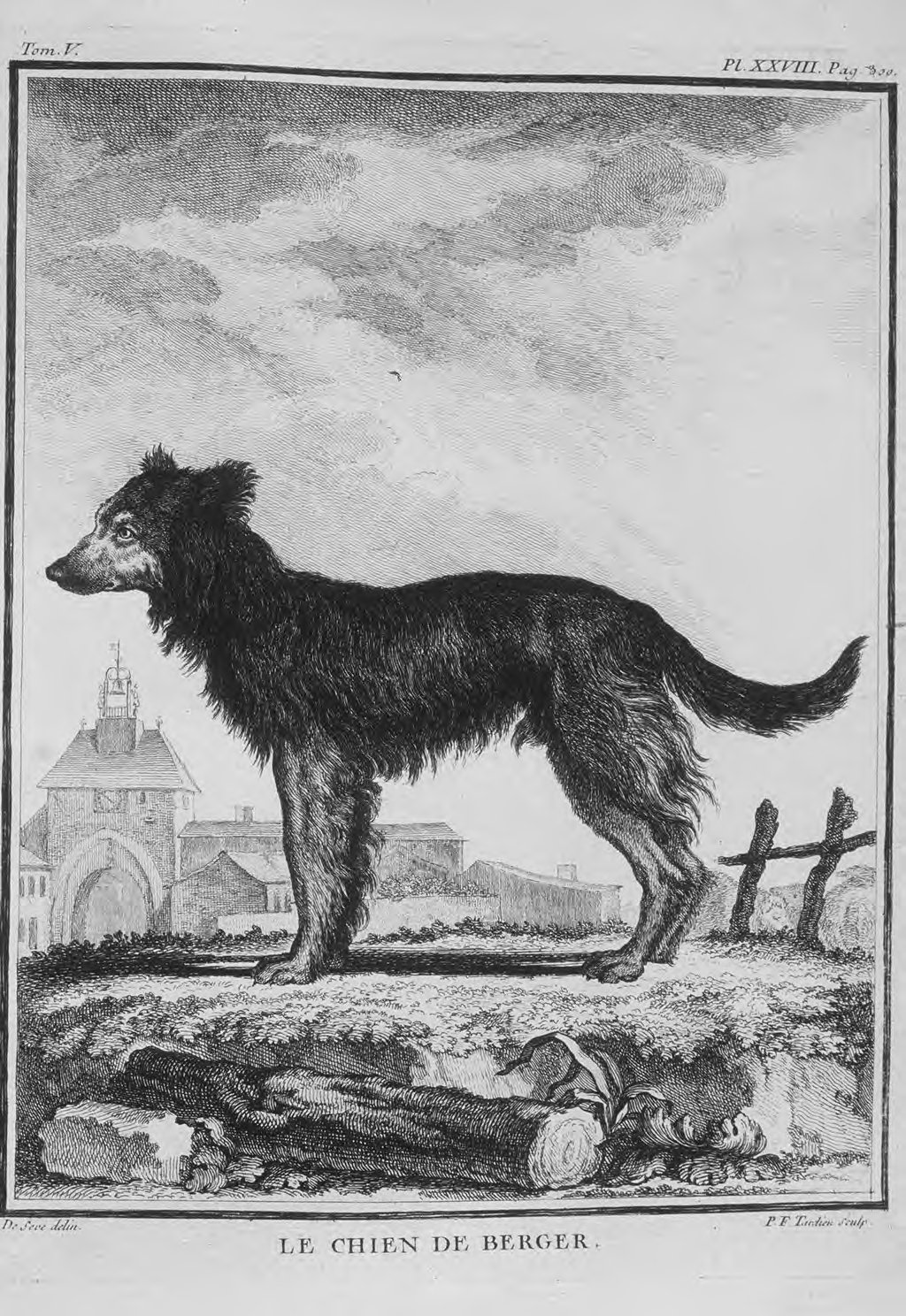
Gos pastor, per Jacques de Sève
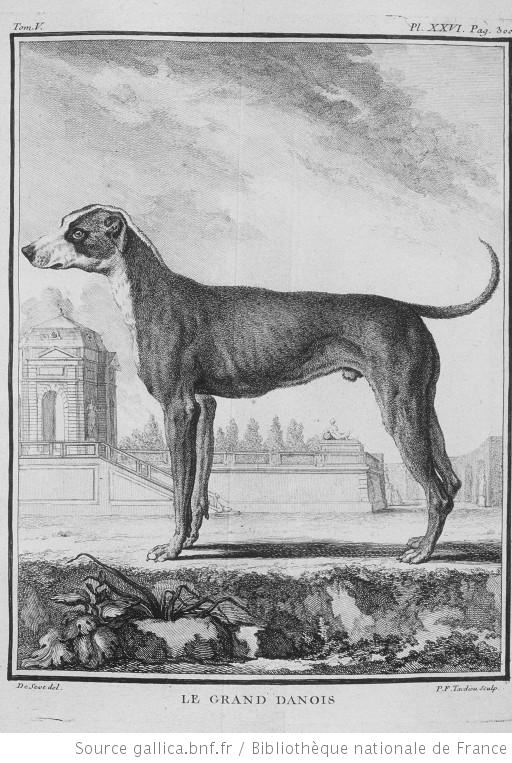
Gran danés, De Sève
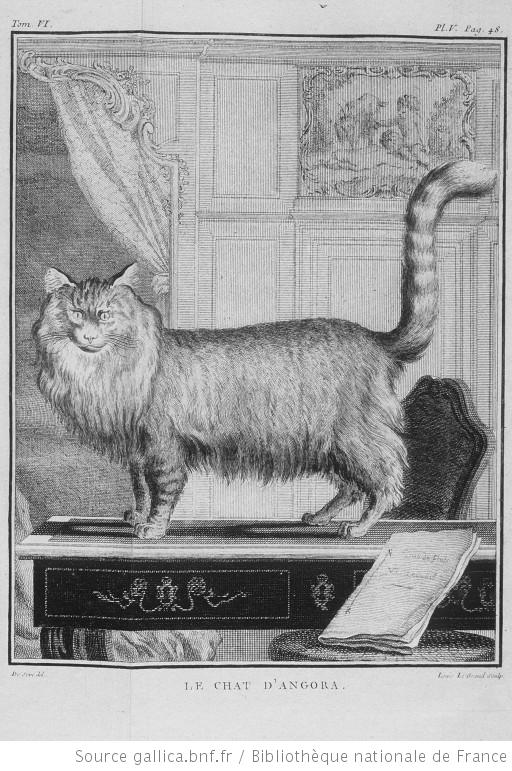
Gat d'Angora, per Buvée
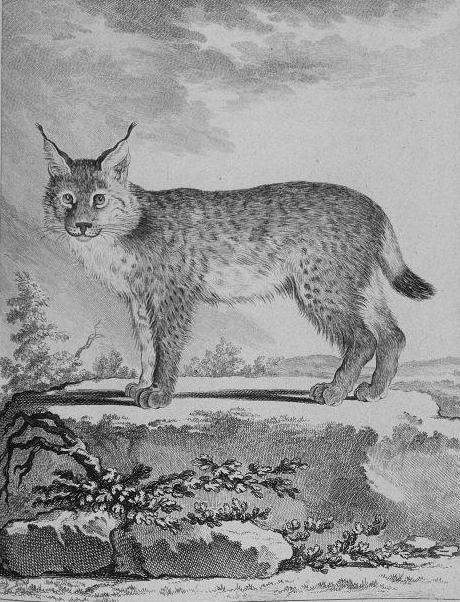
Llinx, De Sève
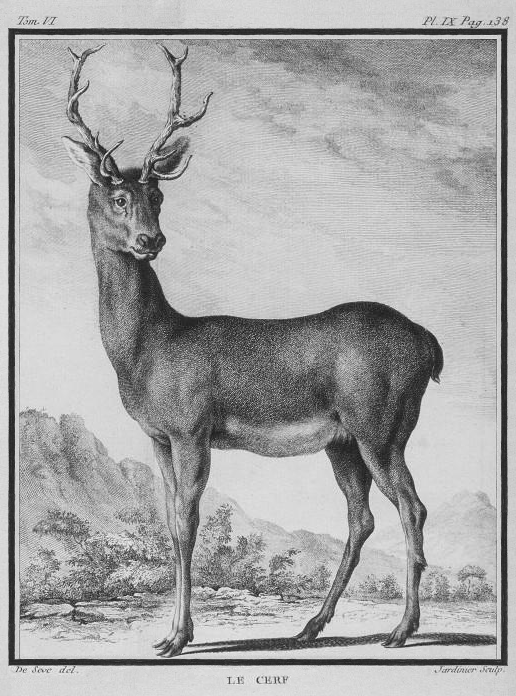
Cérvol
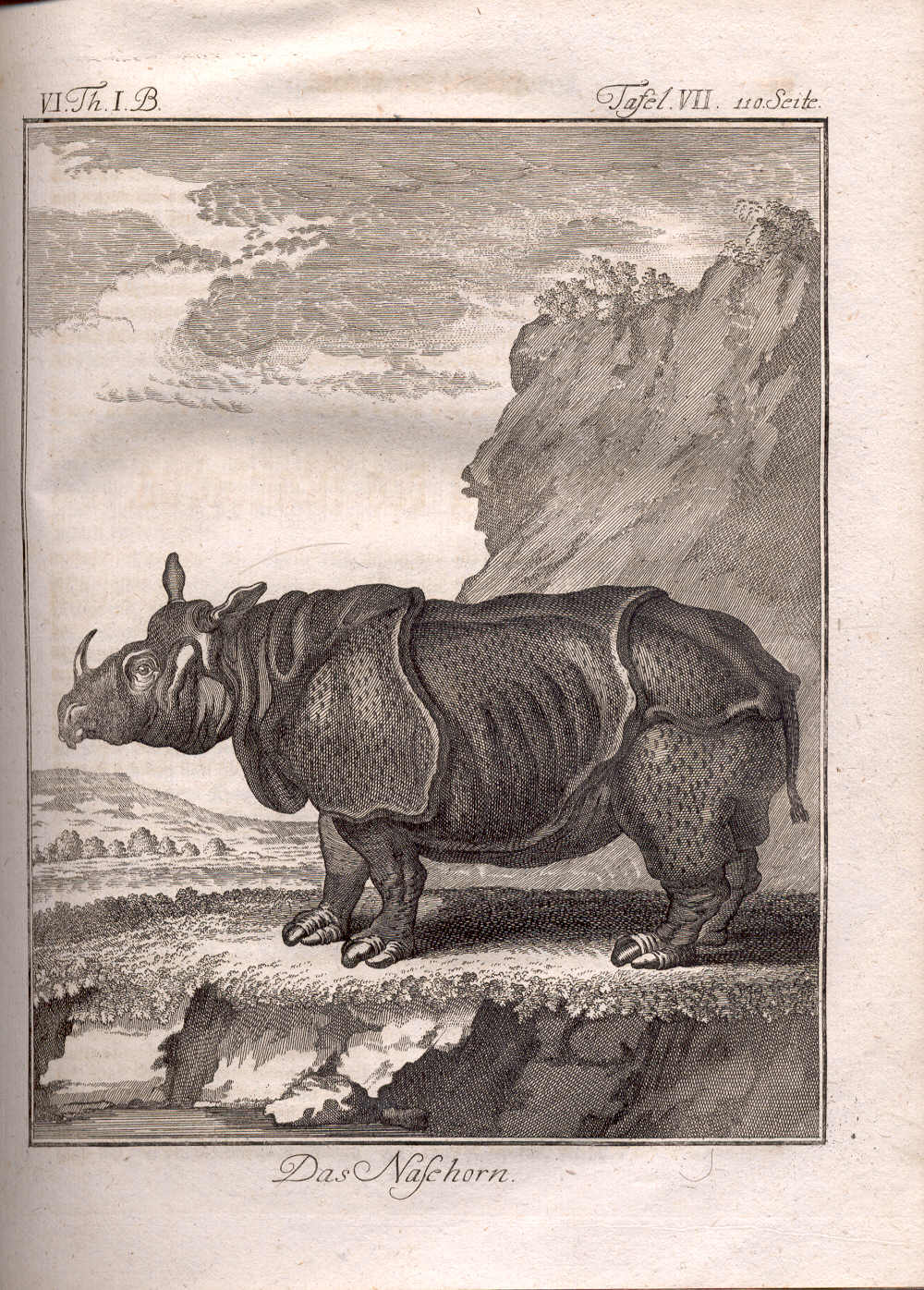
Rinoceront, edició de Leipzig, 1767, basat en Clara el rinoceront
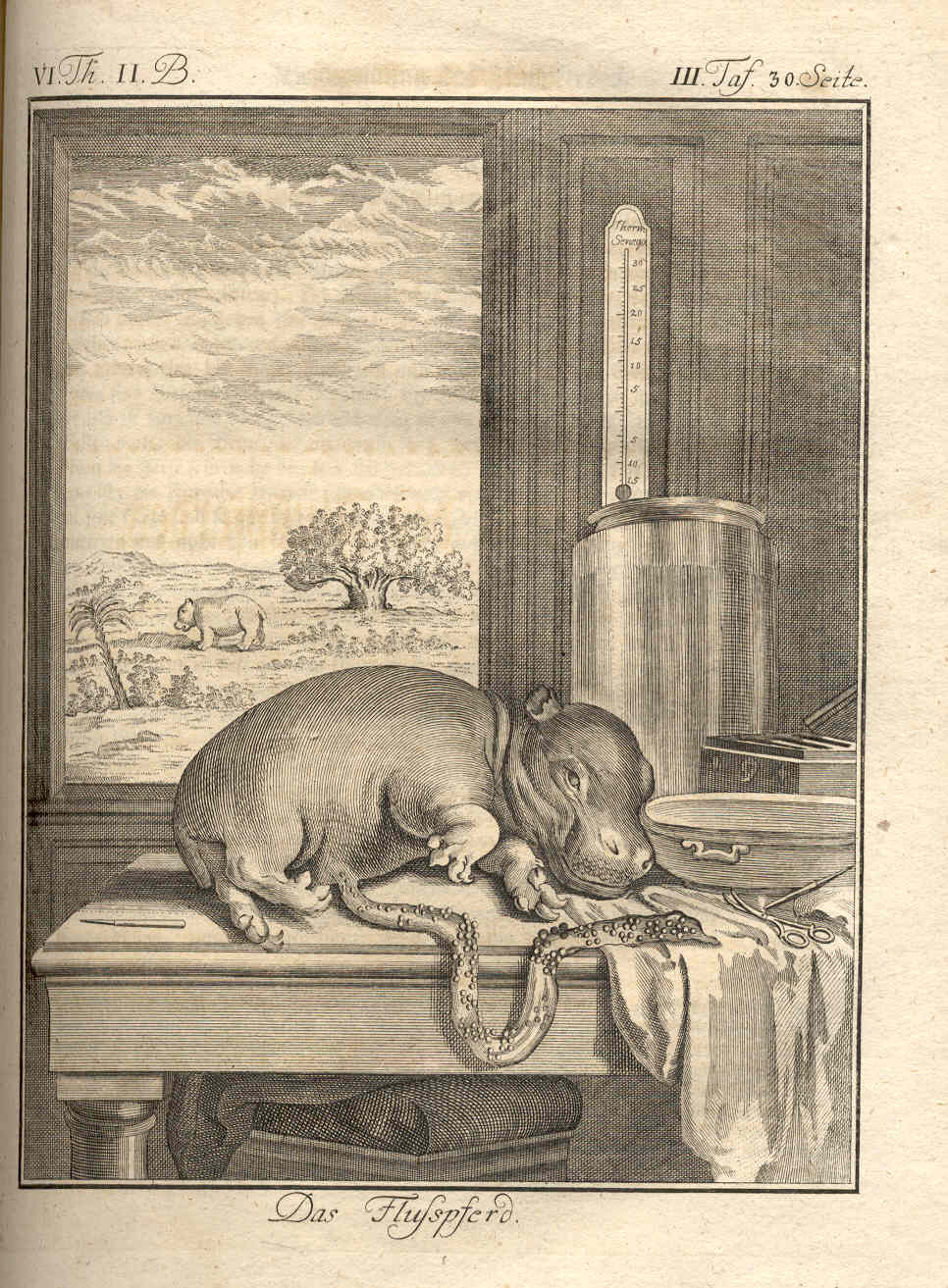
Hipopòtam, edició de Leipzig, 1767
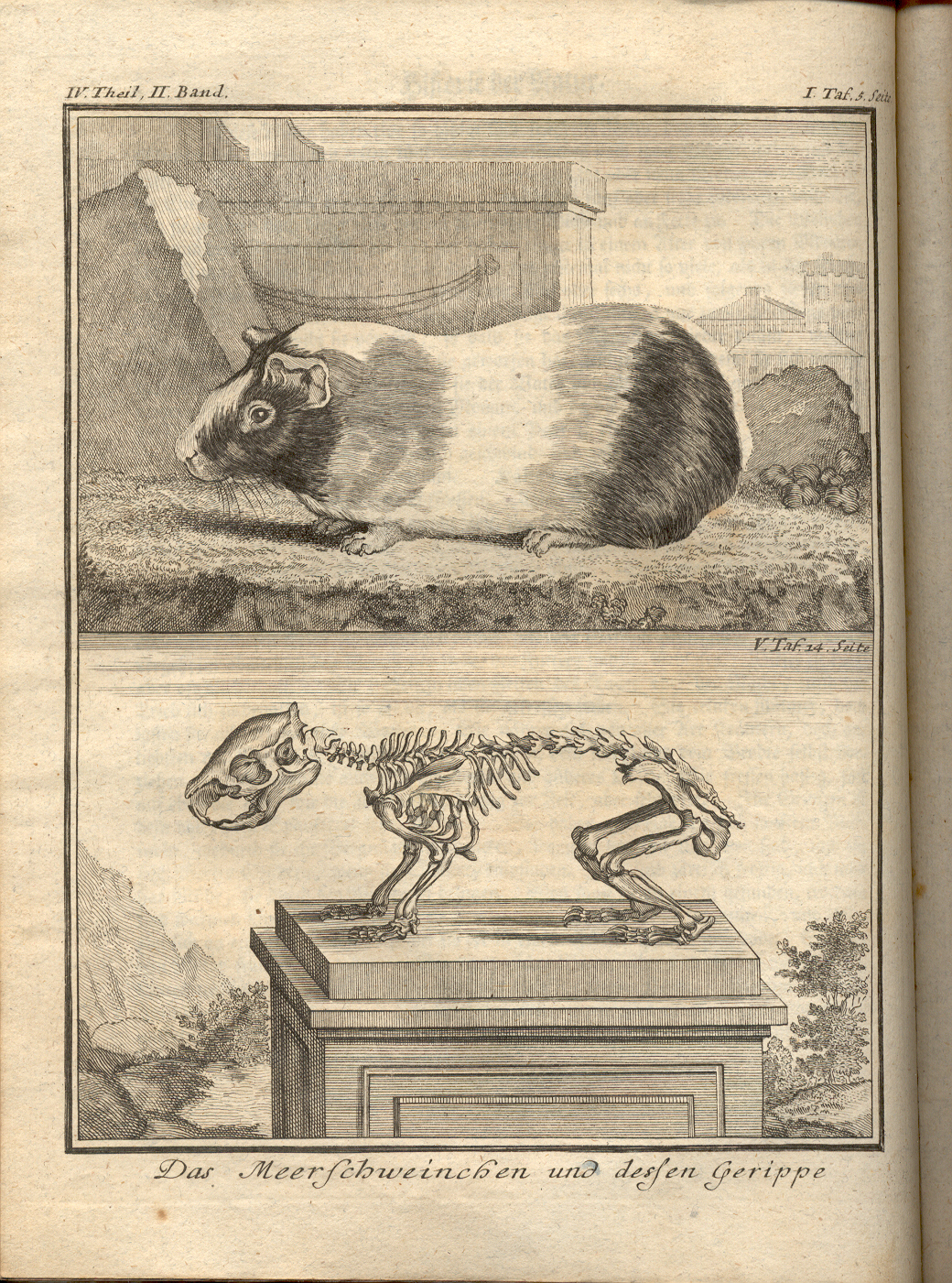
Le Conill porquí, edició d'Hamburg i Leipzig, 1765
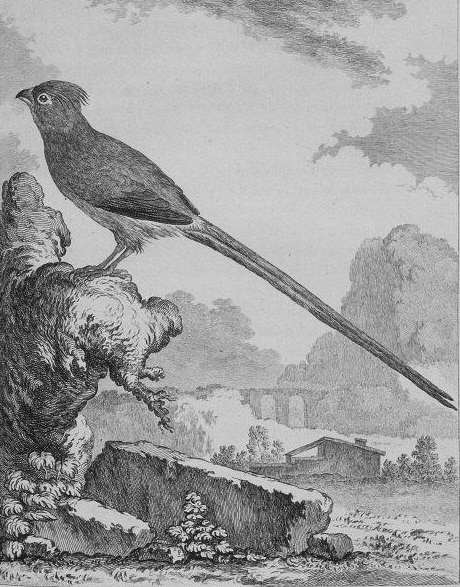
Ocell ratolí de clatell blau